# Municipio 5 (condado de Morris)
El municipio 5 (en inglés: Township 5) es un municipio ubicado en el condado de Morris en el estado estadounidense de Kansas. En el año 2010 tenía una población de 784 habitantes y una densidad poblacional de 8,42 personas por km².

## Geografía
El municipio 5 se encuentra ubicado en las coordenadas 38°49′37″N 96°45′36″O / 38.82694, -96.76000. Según la Oficina del Censo de los Estados Unidos, el municipio tiene una superficie total de 93.08 km², de la cual 92.79 km² corresponden a tierra firme y (0.32%) 0.3 km² es agua.

## Demografía
Según el censo de 2010, había 784 personas residiendo en el municipio 5. La densidad de población era de 8,42 hab./km². De los 784 habitantes del municipio 5, el 96.05% eran blancos, el 0.64% eran afroamericanos, el 1.15% eran amerindios, el 0.26% eran asiáticos, el 1.02% eran de otras razas y el 0.89% pertenecían a dos o más razas. Del total de la población el 1.79% eran hispanos o latinos de cualquier raza.